# Lista universităților de arte liberale din Statele Unite

## Alabama
- Birmingham–Southern College
- Huntingdon College
- Judson College
- Miles College
- Oakwood University
- Spring Hill College
- Stillman College
- Talladega College
- University of Montevallo

## Arizona
- Prescott College

## Arkansas
- Hendrix College
- John Brown University
- Lyon College
- Ouachita Baptist University
- Central Baptist College

## California
- Claremont Colleges
  - Claremont McKenna College
  - Harvey Mudd College
  - Pitzer College
  - Pomona College
  - Scripps College
- Concordia University, Irvine
- Deep Springs College
- Mills College
- Menlo College
- Mount St. Mary's College
- Occidental College
- Saint Mary's College of California
- San Diego Christian College
- Soka University of America
- Thomas Aquinas College
- Westmont College
- Whittier College

## Colorado
- Adams State College
- Colorado College
- Fort Lewis College
- Western State College of Colorado

## Connecticut
- Albertus Magnus College
- Connecticut College
- Mitchell College
- Saint Joseph College
- Trinity College
- Wesleyan University

## Florida
- Bethune–Cookman University
- Eckerd College
- Flagler College
- New College of Florida
- Palm Beach Atlantic University
- Rollins College
- Stetson University

## Georgia
- Agnes Scott College
- Berry College
- Covenant College
- Emmanuel College
- Georgia College and State University
- Morehouse College
- Morris Brown College
- Oglethorpe University
- Piedmont College
- Reinhardt College
- Southern Catholic College
- Spelman College
- Toccoa Falls College
- Wesleyan College

## Idaho
- College of Idaho
- Northwest Nazarene University

## Illinois
- Augustana College
- Blackburn College
- Eureka College
- Greenville College
- Illinois College
- Illinois Wesleyan University
- Judson University
- Knox College
- Lake Forest College
- MacMurray College
- McKendree University
- Millikin University
- Monmouth College
- North Central College
- Olivet Nazarene University
- Quincy University
- Rockford College
- Shimer College
- Trinity Christian College
- Wheaton College

## Indiana
- Bethel College
- DePauw University
- Earlham College
- Franklin College
- Goshen College
- Grace College
- Hanover College
- Marian University
- Saint Joseph's College
- Saint Mary-of-the-Woods College
- Saint Mary's College
- Taylor University
- University of Evansville
- Wabash College

## Iowa
- Briar Cliff University
- Central College
- Coe College
- Cornell College
- Dordt College
- Grand View University
- Grinnell College
- Iowa Wesleyan College
- Loras College
- Luther College
- Morningside College
- Mount Mercy College
- Northwestern College
- Simpson College
- Waldorf College
- Wartburg College

## Kansas
- Benedictine College
- Bethany College
- Bethel College
- Central Christian College
- McPherson College
- MidAmerica Nazarene University
- Sterling College

## Kentucky
- Alice Lloyd College
- Asbury University
- Berea College
- Centre College
- Georgetown College
- Kentucky Wesleyan College
- Midway College
- St. Catharine College
- Thomas More College
- Transylvania University
- Union College
- University of the Cumberlands

## Louisiana
- Centenary College of Louisiana
- Dillard University
- Louisiana College

## Maine
- College of the Atlantic
- Bates College
- Bowdoin College
- Colby College
- Saint Joseph's College of Maine
- Unity College
- University of Maine at Farmington
- University of Maine at Fort Kent

## Maryland
- College of Notre Dame of Maryland
- Goucher College
- Hood College
- McDaniel College
- Stevenson University
- St. John's College
- St. Mary's College of Maryland
- Washington College

## Massachusetts
- Assumption College
- Bard College at Simon's Rock
- Bridgewater State College
- Clark University
- College of the Holy Cross
- Curry College
- Eastern Nazarene College
- Elms College
- Emerson College
- Emmanuel College
- Five Colleges
  - Amherst College
  - Hampshire College
  - Mount Holyoke College
  - Smith College
- Gordon College
- Massachusetts College of Liberal Arts
- Merrimack College
- Mount Ida College
- Pine Manor College
- Regis College
- Simmons College
- Stonehill College
- Wellesley College
- Wheaton College
- Williams College

## Michigan
- Adrian College
- Albion College
- Alma College
- Aquinas College
- Calvin College
- Concordia University
- Hillsdale College
- Hope College
- Kalamazoo College
- Madonna University
- Marygrove College
- Olivet College

## Minnesota
- Bethany Lutheran College
- Carleton College
- College of Saint Benedict and Saint John's University
- Concordia College
- Gustavus Adolphus College
- Macalester College
- St. Olaf College
- University of Minnesota Morris

## Mississippi
- Blue Mountain College
- Millsaps College
- Rust College
- Tougaloo College

## Missouri
- College of the Ozarks
- Culver–Stockton College
- Missouri Valley College
- Stephens College
- Truman State University
- Westminster College
- William Jewell College

## Montana
- Carroll College

## Nebraska
- Dana College
- Doane College
- Hastings College
- Midland University
- Nebraska Wesleyan University

## New Hampshire
- Colby–Sawyer College
- Franklin Pierce University
- Keene State College
- Saint Anselm College
- Thomas More College of Liberal Arts

## New Jersey
- Caldwell College
- College of Saint Elizabeth
- Ramapo College

## New Mexico
- College of Santa Fe
- St. John's College

## New York
- Adelphi University
- Bard College
- Barnard College
- Buffalo State College
- Canisius College
- Cazenovia College
- Colgate University
- College of Mount Saint Vincent
- Concordia College
- D'Youville College
- Elmira College
- Empire State College
- Eugene Lang College The New School for Liberal Arts
- Hamilton College
- Hartwick College
- Hobart and William Smith Colleges
- Houghton College
- Ithaca College
- Le Moyne College
- Keuka College
- The King's College
- Long Island University C.W. Post Campus
- Manhattan College
- Manhattanville College
- Marist College
- Marymount Manhattan College
- Medaille College
- Mercy College
- Mount Saint Mary College
- Nyack College
- St. Bonaventure University
- St. John Fisher College
- St. Lawrence University
- St. Thomas Aquinas College
- Sarah Lawrence College
- Siena College
- Skidmore College
- State University of New York at Fredonia
- State University of New York at Geneseo
- State University of New York at Plattsburgh
- Union College
- Vassar College
- Wagner College
- Wells College

## North Carolina
- Barton College
- Belmont Abbey College
- Bennett College
- Brevard College
- Catawba College
- Davidson College
- Elon University
- Greensboro College
- Guilford College
- High Point University
- Lenoir–Rhyne University
- Mars Hill College
- Meredith College
- Montreat College
- Mount Olive College
- North Carolina Wesleyan College
- Peace College
- Salem College
- University of North Carolina at Asheville
- University of North Carolina at Pembroke
- University of North Carolina at Wilmington
- Warren Wilson College

## North Dakota
- Jamestown College

## Ohio
- Antioch College
- Baldwin–Wallace College
- Bluffton University
- College of Mount St. Joseph
- College of Wooster
- Denison University
- Mount Union College
- Heidelberg University
- Hiram College
- John Carroll University
- Kenyon College
- Malone University
- Miami University
- Mount Vernon Nazarene University
- Muskingum University
- Oberlin College
- Ohio Dominican University
- Ohio Wesleyan University
- Otterbein College
- Urbana University
- Wittenberg University

## Oklahoma
- Bacone College
- Southern Nazarene University
- University of Science and Arts of Oklahoma

## Oregon
- George Fox University
- Gutenberg College
- Lewis & Clark College
- Linfield College
- Reed College
- Southern Oregon University
- Warner Pacific College
- Western Oregon University
- Willamette University

## Pennsylvania
- Albright College
- Allegheny College
- Bryn Mawr College
- Bucknell University
- Cedar Crest College
- Chatham University
- Dickinson College
- Elizabethtown College
- Franklin & Marshall College
- Gannon University
- Geneva College
- Gettysburg College
- Grove City College
- Haverford College
- Juniata College
- Keystone College
- King's College
- Lafayette College
- La Salle University
- Lebanon Valley College
- Lycoming College
- Mercyhurst College
- Messiah College
- Misericordia University
- Moravian College
- Muhlenberg College
- Point Park University
- Saint Vincent College
- Susquehanna University
- Swarthmore College
- Thiel College
- Ursinus College
- Washington & Jefferson College
- Waynesburg University
- Westminster College
- Wilson College
- York College of Pennsylvania

## Rhode Island
- Providence College
- Roger Williams University

## South Carolina
- Allen University
- Benedict College
- Columbia College
- College of Charleston
- Coker College
- Converse College
- Erskine College
- Francis Marion University
- Furman University
- Limestone College
- Morris College
- Newberry College
- North Greenville University
- Presbyterian College
- Winthrop University
- Wofford College

## South Dakota
- Augustana College
- Mount Marty College
- University of Sioux Falls

## Tennessee
- Belmont University
- Bethel University
- Carson–Newman College
- Fisk University
- Lane College
- Lipscomb University
- Lincoln Memorial University
- Maryville College
- Martin Methodist College
- Milligan College
- Rhodes College
- Sewanee: The University of the South
- Union University

## Texas
- Abilene Christian University
- Austin College
- College of Saint Thomas More
- Dallas Baptist University
- Midwestern State University
- St. Edward's University
- St. Mary's University
- Southwestern University
- Trinity University
- University of Dallas
- University of St. Thomas
- Wayland Baptist University

## Utah
- Westminster College

## Vermont
- Bennington College
- Burlington College
- Castleton State College
- Green Mountain College
- Johnson State College
- Lyndon State College
- Marlboro College
- Middlebury College
- Saint Michael's College
- Southern Vermont College

## Virginia
- Bridgewater College
- Christendom College
- Christopher Newport University
- Emory and Henry College
- Hampden–Sydney College
- Hollins University
- Lynchburg College
- Mary Baldwin College
- Randolph College
- Randolph–Macon College
- Roanoke College
- Southern Virginia University
- Sweet Briar College
- University of Mary Washington
- University of Richmond
- University of Virginia's College at Wise
- Virginia Wesleyan College
- Washington and Lee University

## Washington
- The Evergreen State College
- Gonzaga University
- Pacific Lutheran University
- University of Puget Sound
- University of Washington, Bothell
- Walla Walla University
- Whitman College
- Whitworth University

## West Virginia
- Alderson–Broaddus College
- Bethany College
- Davis & Elkins College
- Shepherd University
- West Virginia Wesleyan College
- Wheeling Jesuit University

## Wisconsin
- Alverno College
- Beloit College
- Carroll University
- Carthage College
- Edgewood College
- Lawrence University
- Lakeland College
- Marian University
- Mount Mary College
- Northland College
- Ripon College
- St. Norbert College
- Silver Lake College
- Viterbo University

- University of Wisconsin–Superior
- Wisconsin Lutheran College